# Parroquia Borojó
Borojó es una de las parroquias que componen el municipio Buchivacoa del estado Falcón en Venezuela.

## Etimología
Borojó es un pueblo de origen indígena cuyo topónimo se supone proviene del vocablo Borobo; nombre de un cacique que existió en el lugar; otros hablan de Borojó, como un término de las tribus caquetías cuya definición sería boro= sal y jo= lugar; es decir, lugar de sal, algunos la denotan como cantarillo de arcilla por la manera como se presenta su relieve geográfico semejante a una vasija de arcilla.

## Población
La parroquia cuenta con una población de 2000 habitantes a lo largo de 392 km² de territorio, donde la vegetación xerófila, propia de la zona occidental falconiana, con cujíes, cactus y cardones, ofrece a lugareños y visitantes frutos de rico sabor como la lefaria y el dátil.

## Poblaciones
Además de la población de Borojó, existen otros pueblos entre ellos:
- Juncalito
- Los Haticos
- Santa Clara
- Caracubana
- Campo Amor
- Vidare
- Calado
- El Guayabo
- Canapo
- El Pensado
- Santa María
- El Yabito

## Historia
Los primeros habitantes de Borojó fueron los paraujanos de origen arawaco, aproximadamente en el siglo XV, provenientes de la Laguna de Sinamaica, estado Zulia. También los caquetíos se encuentran entre sus primeros pobladores, quienes llegaron al margen de su río perseguidos por los europeos. 
Fue en el siglo XVII cuando este poblado se establece oficialmente con un cacique como protector social, bajo el reconocimiento legal del Cabildo de Coro, y toma un carácter de pueblo con la doctrina cristiana impartida por un cura de la Orden de San Francisco, lo cual generó un sincretismo étnico-cultural. 
La historia que guarda este pueblo tiene entre sus recuerdos más conservados la visita que dispensara el Libertador Simón Bolívar, el 21 de diciembre de 1826, para disfrutar de una gran fiesta en una joya arquitectónica que hoy se ha convertido en la Casa de la Cultura.

## Cultura y tradiciones
El movimiento cultural de Borojó, reconocido a nivel nacional e internacional, lo protagonizan las tallas de madera barisigua policromada. En esta especialidad de la escultura popular destacan pobladores de la zona quienes engrandecen la artesanía autóctona con piezas inspiradas en aves y muestras de la naturaleza
Otras manifestaciones culturales propias de este pueblo occidental son la creación de muñecas de trapo, el tejido de chinchorros y chinelas, trabajos en cuero y madera, las pinturas religiosas y la cerámica. 

### Festividades
Entre las festividades celebradas se encuentran el Día de los Inocentes (28 de diciembre), la Paradura del Niño (entre enero y febrero), la procesión del Niño Jesús, (6 de enero).
Los desfiles y fiestas de carnaval (febrero), el vía crucis (entre marzo y abril), la bajada de la Virgen de las Mercedes,  y el desfile por la fundación del pueblo (7 de abril). 

### Gastronomía
La gastronomía de Borojó está conformada por la arepa pelada, el chivo guisado, las empanadas de iguana, el queso, la nata y las paledonias.

## Lugares de interés
Entre los inmuebles históricos admirados por los visitantes se encuentran: el Museo de Arte, la iglesia de Nuestra Señora de las Mercedes y su altar mayor, la Casa del Artesano, la Casa Yuquique y la Casa de los Niños.
Además, este poblado cuenta con atractivos espacios públicos y escenarios naturales como la plaza Bolívar, la capilla de San Benito y sus Santos, el río Borojó y las playas. 

## Bandera

La parroquia Borojó estableció su bandera parroquial mediante concurso abierto, resultando escogido el diseño de la profesora Daniria del Carmen Piña Nava. Consta de 3 franjas horizontales, la superior azul representa el mar Caribe como potencial turístico de Borojó, la blanca la fe católica en Nuestra Señora de las Mercedes, la verde la vegetación xerófila del pueblo, dentro de la franja blanca hay un sol radiante amaneciendo, con la fecha 1715 año de la fundación del pueblo de Borojó. La bandera fue oficializada en Gaceta extraordinaria 77 del municipio Buchivacoa el 12 de septiembre de 2011, siendo la segunda parroquia del municipio en tener bandera.